# 太平洋雙色鰻鱺
太平洋雙色鰻鱺（学名：Anguilla bicolor pacifica），又名二色鰻、短鰭鰻，為輻鰭魚綱鰻鱺目鰻鱺亞目鰻鱺科双色鳗鲡的其中一亚種。
种名 bicolor 意为“二色的”。

## 分布
本魚分布於印度太平洋區，包括帛琉、臺灣、菲律賓及新幾內亞等河川溪流皆有其蹤跡。

## 特徵
本魚體延長呈圓柱形，但肛門後的尾部則稍側扁。頭部中大，吻略長而圓鈍，鱗片細小，隱埋於皮下，體表光滑多黏液。體背灰色而腹面灰棕色至紅棕色，胸鰭極為短小，無腹鰭。體長可達123公分。

## 生態
本魚為洄游性魚類，成魚棲息在河川當中，夜行性，屬肉食性，以底棲動物、小型魚類、甲殼類等為食。

## 經濟利用
可食用，經濟價值不大。